# Maria Yermolova
María Yermólova (Moscú, Rusia, 15 de julio de 1853-12 de marzo de 1928) es considerada la mejor actriz del Teatro Maly de Moscú, y la primera persona en ser proclamada Artista del pueblo de la URSS (1921).

## Carrera artística

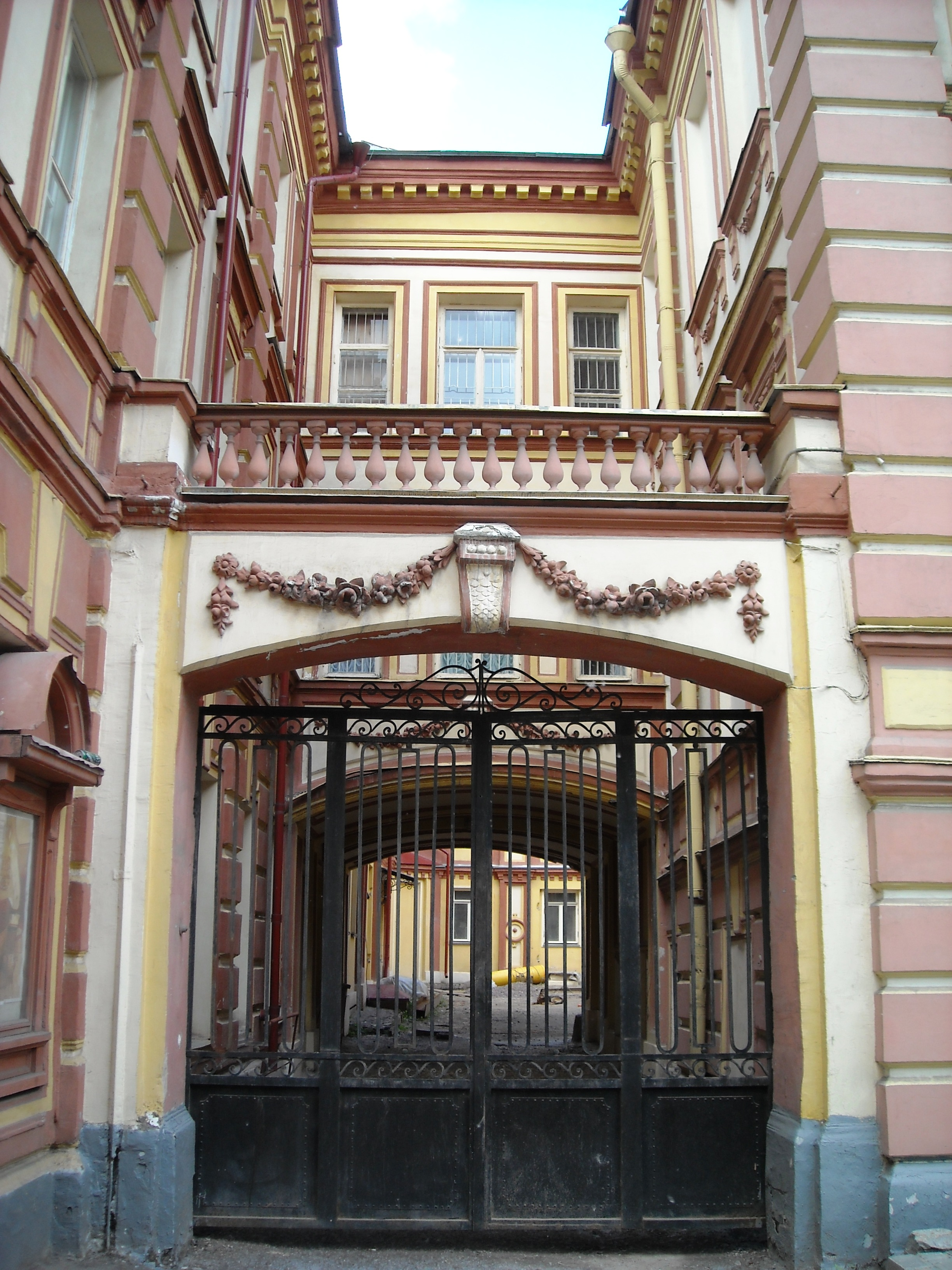
Casa de María Yermólova

En sus cincuenta años de carrera sobresalió en roles en los que podía enfatizar "su independencia de espíritu y su heroísmo popular contra la autoridad corrupta" como destaca de ella la Enciclopedia Británica. Fue contemporánea del actor Konstantín Stanislavski quien declaró sobre ella que era la más grande intérprete de todos los tiempos, incluso por delante de Sarah Bernhardt y Eleonora Duse.

## Honores
El asteroide (3657) Ermolova fue nombrado en su honor.